# シファクティヌス

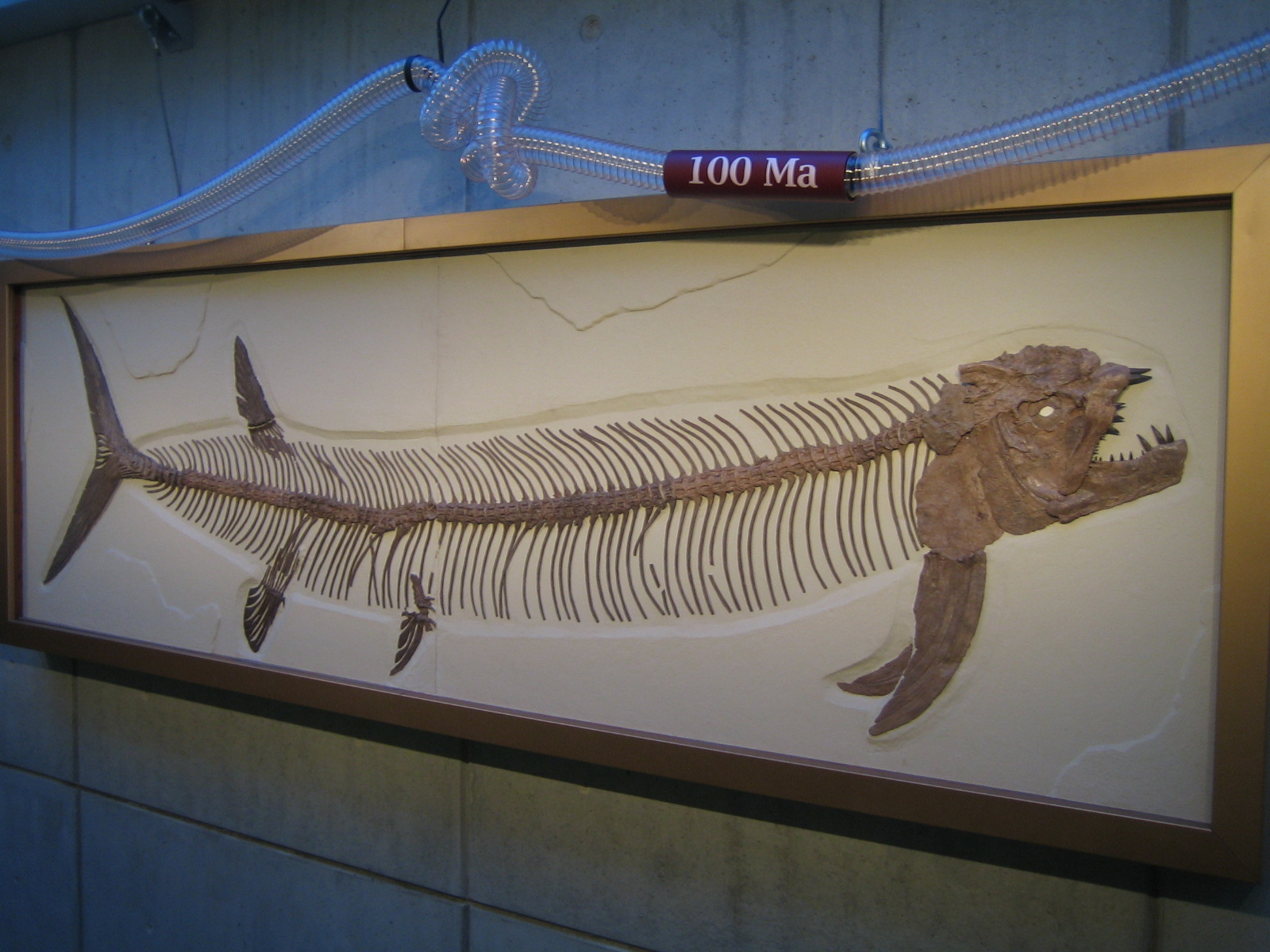
Xiphactinus audax の骨格化石標本（スペインはバルセロナの博物館&アートギャラリー所蔵）

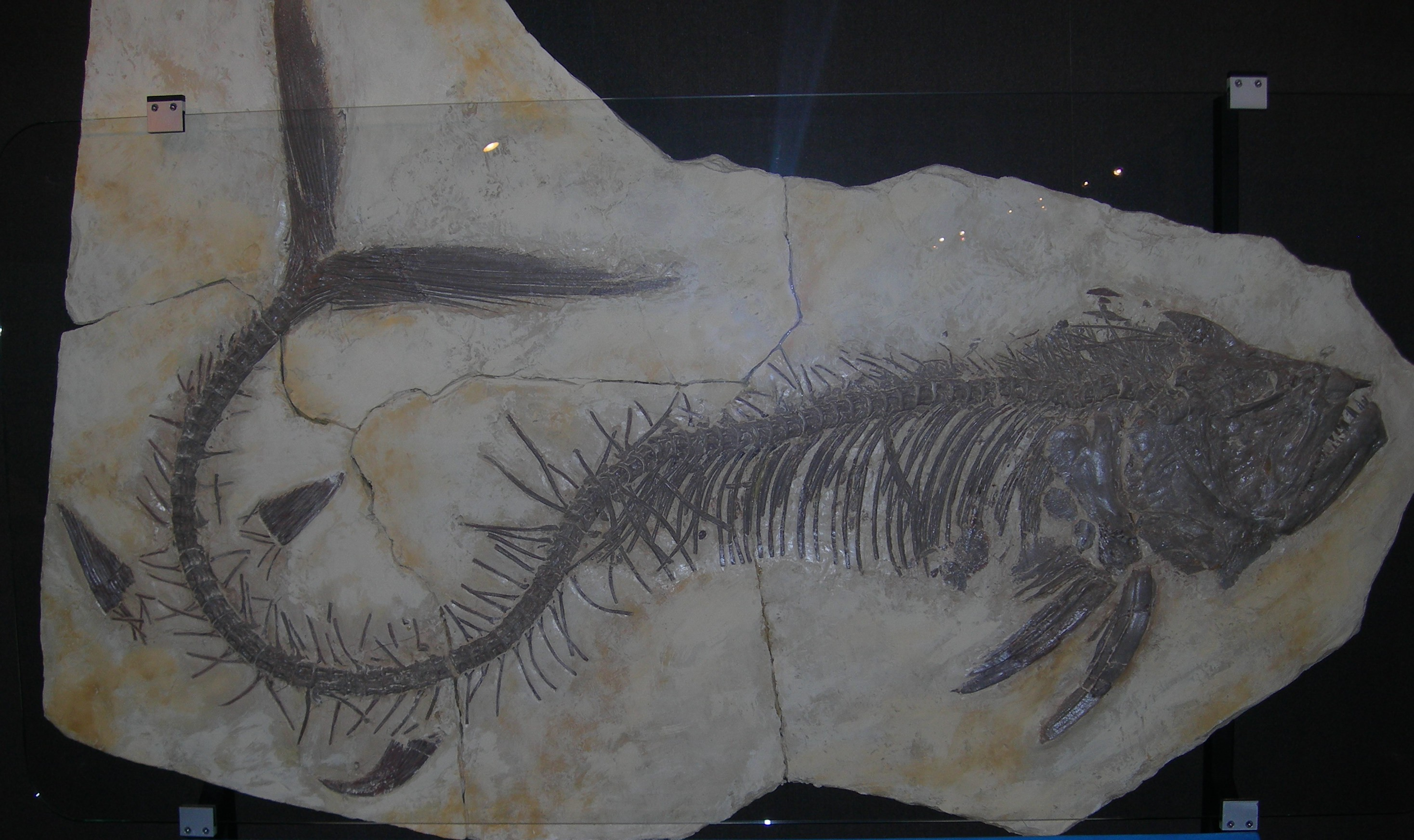
Xiphactinus audax の骨格化石標本（スイス、ジュネーヴ自然史博物館所蔵）

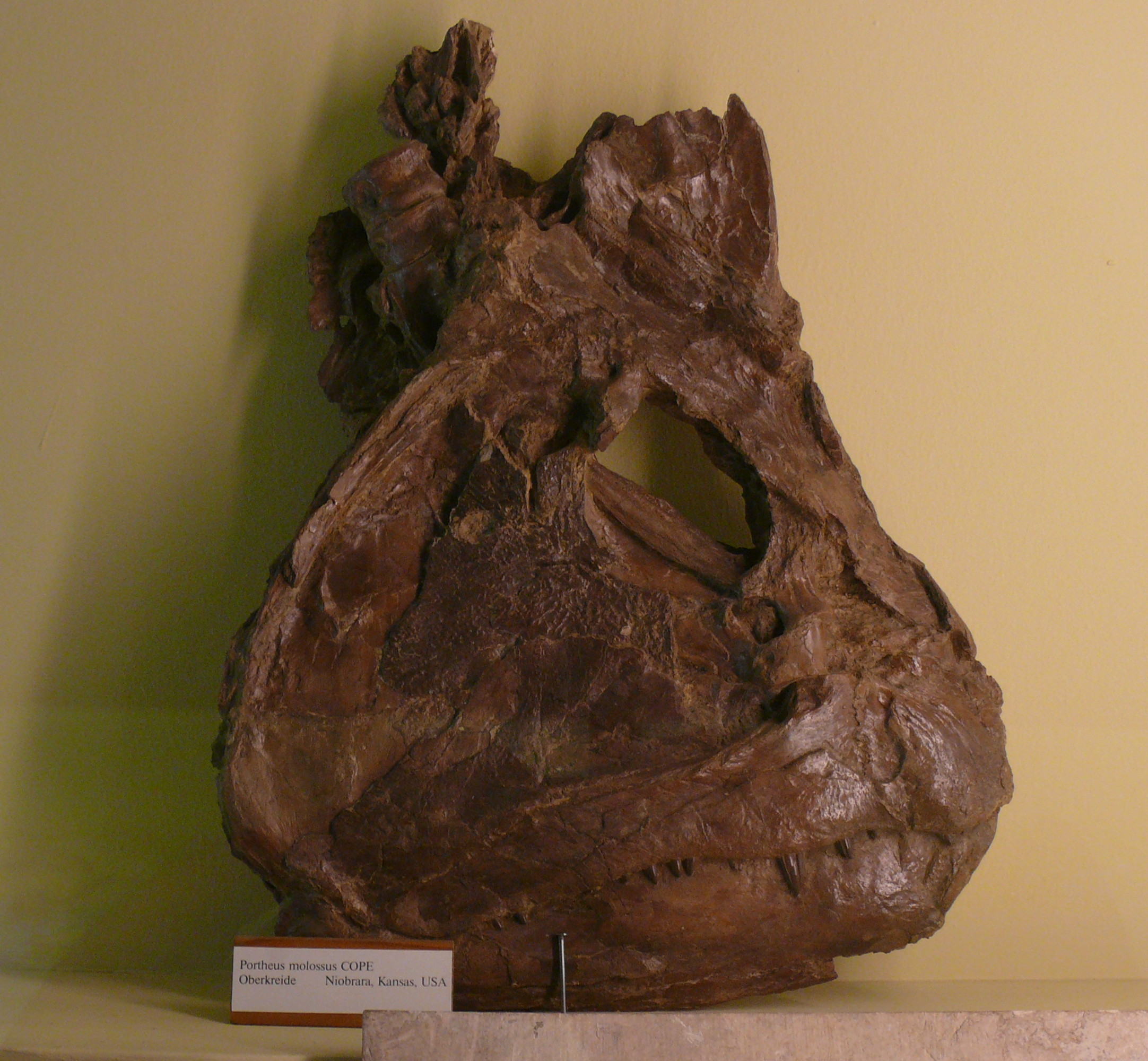
Xiphactinus audax （シノニムPortheus molossus）の頭蓋骨化石標本

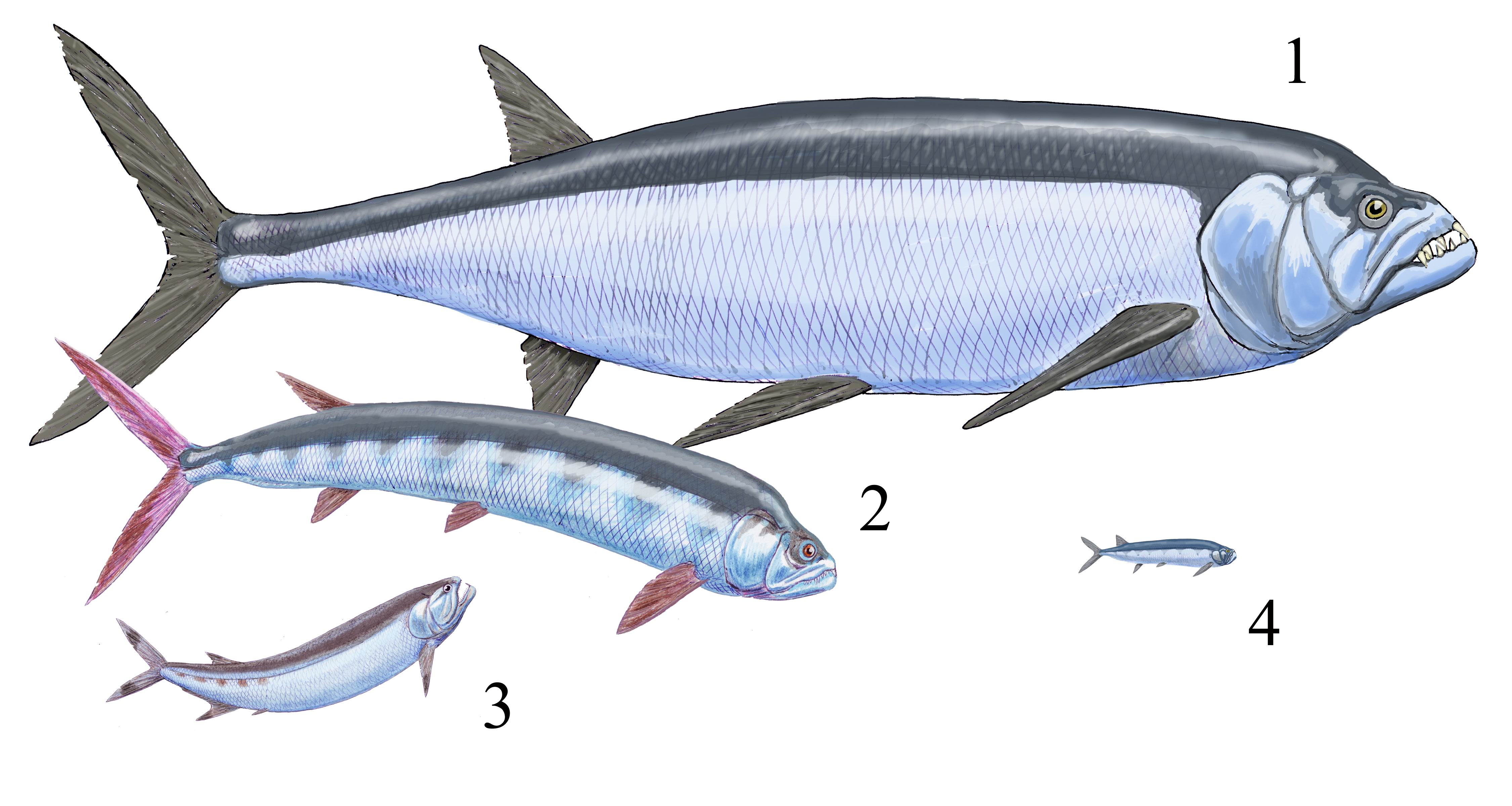
1. Xiphactinus audax
同じイクチオデクテス亜科の近縁種---
2. Ichthyodectes ctenodon イクチオデクテス
イクチオデクテス科（en）の近縁種---
3. Cladocyclus gardneri クラドキクルス
4. sp. キロケントリテス

シファクティヌス（クシファクティヌスとも称、学名：genus Xiphactinus）は、約1億1,200万– 約7,060万年前（中生代白亜紀前期~末期）の浅海（北アメリカ、ヨーロッパ、および、オーストラリアの浅海域）に棲息していた硬骨魚類の一種（1属）。イクチオデクテス目（en）- イクチオデクテス科（en）- イクチオデクテス亜科に分類される獰猛な真骨類である。

## 呼称

### 学名
属名の前半は古代ギリシア語: ξιφος (xiphos) 「剣」より。後半は詳細未確認だが通常 ακτις (aktis) 「光線、輝き」由来とされる。たとえば英語版では全体を "sword-ray" と訳している。
種小名 audax はラテン語で「勇猛な」の意。

### 和名
日本語では「シファクティヌス」「クシファクティヌス」などと呼ばれる。本項では、比較的普及していると思われる前者を基本的な表記として扱う。

## 生物的特徴

### 分類

#### 上位分類
1873年、レイディはシファクティヌスをナマズ科に割り当てた。
1970年、アップルゲイトが初めてシファクティヌスをイクチオデクテス科に割り当てる。このシファクティヌスがイクチオデクテス科に含まれるとする説は、多くの学者によって支持された。
1988年、ケイスとシュウィマーはオキイワシ科に配置した。
2002年には、セプコスキによってパキコルムス目に置かれた。

#### 下位分類
Xiphactinus属の下位分類としては、現在（2010年時点）、下記の2種が知られている。
表記内容は左から順に、学名、仮名転写形、特記事項。
- Xiphactinus audax Leidy, 1870　クシファクティヌス（シファクティヌスとも読む）・アウダクス（アウダックス、オーダックスとも）　：模式種。シノニム（異名）に19世紀の古生物学者エドワード・ドリンカー・コープが発見した Portheus molossus Cope, 1872 がある[12]。
- Xiphactinus vetus [13]　クシファクティヌス（シファクティヌスとも）・ウェトゥス（ヴェトゥスなどとも）

### 分布
西部内陸海路と呼ばれる当時浅海であった、アメリカ合衆国のカンザス州、アラバマ州、ジョージア州の地層から多数の化石が発見されており、また、ヨーロッパとオーストラリアからも発見されている。ヨーロッパのものは、学生 Michal Matejka が2002年にチェコのボローラデク（en）にて発見した、本種の新種である可能性を指摘される不完全な頭蓋骨化石がある。
彼らを含むイクチオデクテス科（en）は、海退により北アメリカ地域から Western Interior Seaway が閉じて陸地に変わっていく時代に、当地域でも他地域でも、棲息環境であった浅海を失うことで絶滅に追いやられたと推測されている。本種は白亜紀末期のマーストリヒシアンからは発見されず、イクチオデクテス科の全てもまた、中生代を終わらせた大絶滅を境（K-T境界）として完全に姿を消した。

### 形態・生態
体長は約4.57- 6.10m (約15- 20 ft)に達する大魚である。口腔に夥しい数の細かく鋭利な歯を有し、歯列は不規則である。イクチオデクテス亜科の特徴として、口は非常に大きく開くことが可能であった。その顔貌から「ブルドッグ・フィッシュ」と形容されることがあるが、これもイクチオデクテス亜科に共通する特徴である。
また、流線形の体と幅広の尾の相乗効果により、遊泳速度は最高時速60kmに達し、水面から飛び跳ねることも可能であったと考えられている。従って成魚のシファクティヌスはほとんど捕食されなかったと考えられる。大型のサメに攻撃されたとしても、十分に逃げ切るあるいは反撃することもできたと考えられる。
極めて捕食性が高く、俗な表現ながら、「海のギャング」という点において獰猛な肉食性のサメ類に比肩したほとんど唯一の硬骨魚類である。

#### 体内の魚
シファクティヌスは保存状態が極めて良好な複数の化石が産出している。なかには、シファクティヌスの半分ほどの目方がありそうな大きな魚（本種の個体の体長5mに対して獲物の魚が体長2m強、など）が胃の内容物として納まったまま、ともに化石となって産出した例も少なくない。これらは通常、獲物を呑み込んで間も無く何らかのアクシデントで命を落とし、その後すぐに埋没したものと考えられている。
こうした産出例の有名なものとして、化石発掘家ジョージ・スタンバーグ（en）が1982年にアメリカ合衆国カンザス州の後期白亜紀層にて発見した化石、通称 "fish-within-a-fish （フィッシュ・ウィズイン・ア・フィッシュ）" がある。これは、体長3.96m (13 ft) の X. audax の胃の内容物として、同じイクチオデクテス亜科に属する体長1.83m (6 ft) のギリクス・アルクアトゥス (Gillicus arcuatus) がほぼ原形をとどめたままで発見されたというものである。なおこの標本は、カンザス州のヘイズにあるスタンバーグ自然史博物館 (Sternberg Museum of Natural History) に展示されている。★画像への直接外部リンク：Xiphactinus audax - Sternberg Museum of Natural History.
その一方で、当時の大型サメ類であるクレトキシリナ（またはクレトクシリナ）とスクアリコラックス（またはスクアリコラクス）の胃の内容物としても本種は多く発見されてもいて、これは衰弱したか、死んだものが食い荒らされた結果と考えられている。これらの標本はカンザス大学自然史博物館（en）に展示されている。